# رود ریدو
رود ریدو (به انگلیسی: Rideau River) یک رود در کانادا است که در انتاریو واقع شده‌است.